# 将军庙街圣母无染原罪堂
将军庙街圣母无染原罪堂是位于中国济南的一座古老的天主教堂。1651年（清顺治八年），方济各会的西班牙神甫嘉伯乐从北京来到济南，在西门内将军庙街建起济南第一座天主堂。1724年，雍正皇帝下令查禁天主教，将天主堂拆除。1861年，法国主教江类思来山东向清政府提出在将军庙街重建天主堂，得到批准。意大利主教顾立爵从1864年始开始重建工程，两年后建成，堂名为圣母无染原罪堂，作为天主教山东教区的主教座堂，风格为罗曼式。1863年和1898年，天主堂东侧和北侧又分别建起小修道院和主教公署，西侧设立了海星学堂。 1905年主教座堂迁往东郊新建的洪家楼耶稣圣心主教座堂。1966年文革中教堂被关闭。1979年6月23日成为济南首先恢复开放的天主教堂。现在该教堂门前已开辟成广场。
1. ↑  . www.xinde.org.   [2022-01-29]. （原始内容存档于2022-01-29）.